# Zjlobin
Zjlobin (Wit-Russisch: Жло́бін) is een Wit-Russische stad in de oblast Homel.
De stad is gelegen aan de rivier de Dnjepr. 
Het aantal inwoners bedraagt 76.220 (2018). De bevolking bestaat voor 80% uit Wit-Russen, 15% Russen, 3% Oekraïners en 2% overigen. Er is een vermelding dat de plaats, toen onder de naam Glepen, uit 1492 dateert maar dat is waarschijnlijk een vergissing.

## Geschiedenis
In de 15e en 16e eeuw hoorde het gebied bij het groothertogdom Litouwen, vanaf 1569 bij het Pools-Litouws Gemenebest. Tijdens de Pools-Russische Oorlog (1654-1667) wordt de plaats in enkele documenten genoemd, met als datering 1654 en 1655. Na de Poolse delingen van 1793 behoort het gebied tot het Russische Rijk. De aanleg van de spoorlijn Libavo - Romenskaja (1873) en van Sint-Petersburg naar Odessa (1902-1916) hebben bijgedragen aan de ontwikkeling van de stad. 
Tijdens de Eerste Wereldoorlog is de stad tussen februari en november 1918 bezet geweest door Duitse troepen. Vanaf 1919 hoorde ze bij de Wit-Russische SSR; tijdens de Pools-Russische Oorlog (1919-1921) is de stad, door haar ligging in het oosten van Wit-Rusland, niet door Poolse troepen bezet geweest.
In de Tweede Wereldoorlog werd Zjlobin op 3 juli 1941 ingenomen door Duitse troepen, die op de 13e juli weer door Russische troepen werden verdreven. Op 14 augustus 1941 volgde opnieuw inname door Duitse troepen. De Duitse bezetting duurde deze keer tot juni 1944, toen de Duitsers door het Rode Leger werden verdreven.
In 1939 bestond 19% (3700 personen) van de inwoners uit Joden. Het grootste deel vluchtte tijdens de tijdelijke herovering door Russische troepen in juli 1941. De nazi's sloten de anderen op in twee getto's, op 12 april 1942 werden deze geliquideerd en de 1200 bewoners vermoord.

## Economie

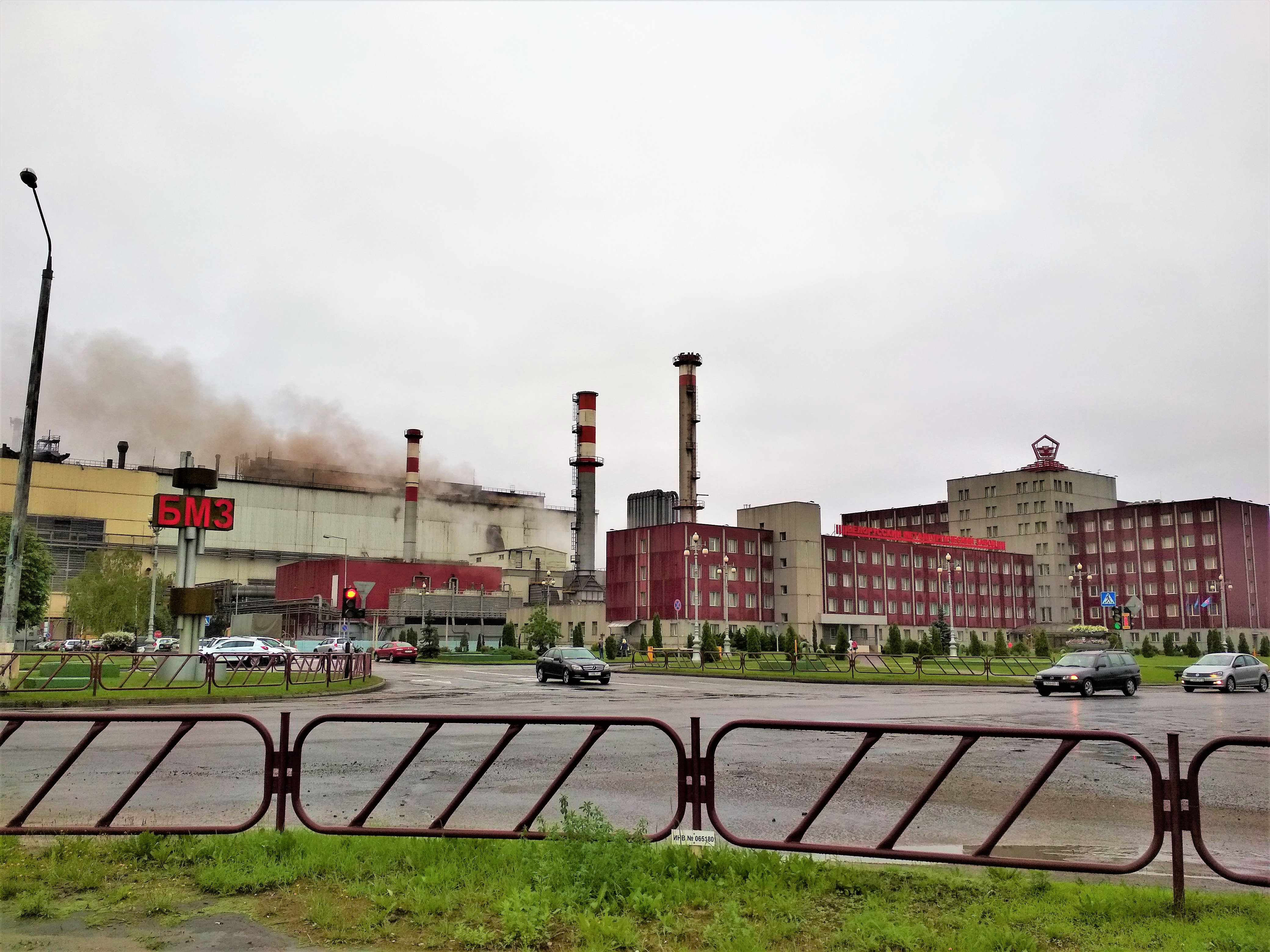
Metaalfabriek van Zjlobin

De stad is de thuisbasis van staalbedrijf BMZ, een van de grootste bedrijven in Wit-Rusland.
De onderneming is de belangrijkste drager van de plaatselijke economie en een grote speler op de wereldwijde markt voor staaldraad en -kabels.
De stad ligt aan de M-5 die verbinding geeft met Minsk op circa 200 km naar het noordwesten, en met Gomel 90 km naar het zuidoosten. Ook heeft de stad een belangrijk spoorwegknooppunt met lijnen naar Minsk en Gomel, en een verbinding naar het noorden met o.a. Vitebsk en Sint-Petersburg. 